# Pärlflyghöna
Pärlflyghöna (Pterocles burchelli) är en fågel i familjen flyghöns inom ordningen flyghönsfåglar, förekommande i södra Afrika.

## Utseende och läte
Flyghöns är knubbiga duvlika fåglar med små huvuden. Pärlflyghönan är relativt liten med rätt långa ben och korta men spetsiga centrala stjärtpennor. Fjäderdräkten är rödaktig diagnostiskt strödd med vita fläckar som gett arten dess namn. Karakteristiskt är även en gul ring runt ögat. Hanen har grått ansikte, honan gulbeige. Lätet är ett mjukt "chuup-chuup chop-chop".

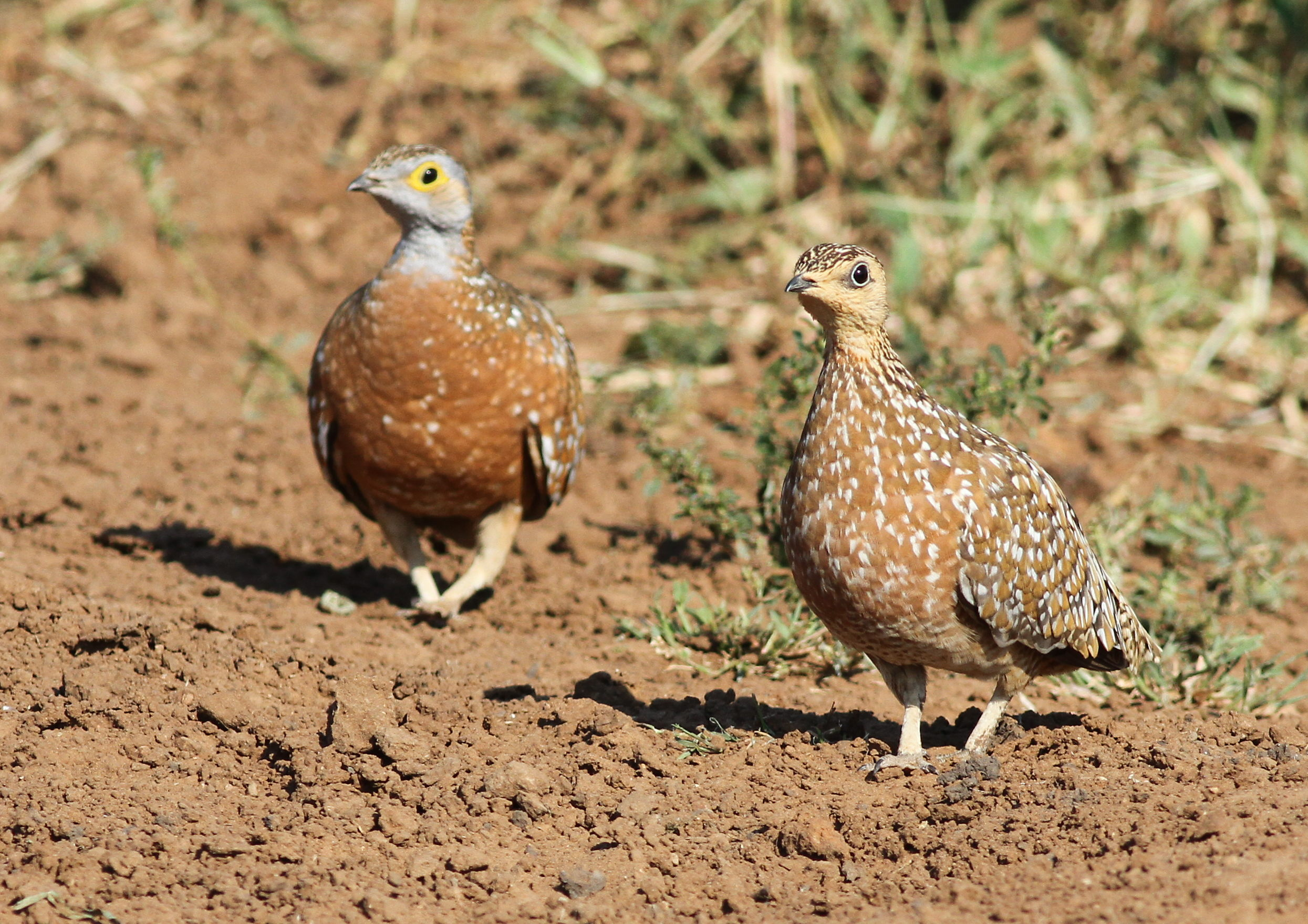
Hane och hona.

## Utbredning och systematik
Fågeln förekommer från sydöstra Angola till Namibia, Botswana och norra Kapprovinsen. Vissa anser att pärlflyghönan är monotypisk, andra att den bör delas in i två underarter med följande utbredning:
- Pterocles burchelli makarikari –  från sydöstra Angola, sydvästra Zambia och nordvästra Zimbabwe, söderut till Namibia samt norra och västra Botswana
- Pterocles burchelli burchelli – sydöstra Botswana och norra Sydafrika (i norra Kapprovinsen, norra Nordvästprovinsen och nordvästra Limpopo)

### Släktestillhörighet
DNA-studier visar att arterna inom släktet Pterocles inte är varandras närmaste släktingar. Exempelvis är pärlflyghönan närmare släkt med stäppflyghöna i släktet Syrrhaptes än med vitbukig flyghöna (Pterocles alchata). Dessa forskningsresultat har ännu inte lett till några taxonomiska förändringar.

## Levnadssätt
Pärflyghönan ses i halvtorrt skogslandskap på röd sandjord. Där föredrar den att födosöka på marken efter frön. Fåglar samlas på morgonen i stora grupper vid vattensamlingar för att dricka vatten.

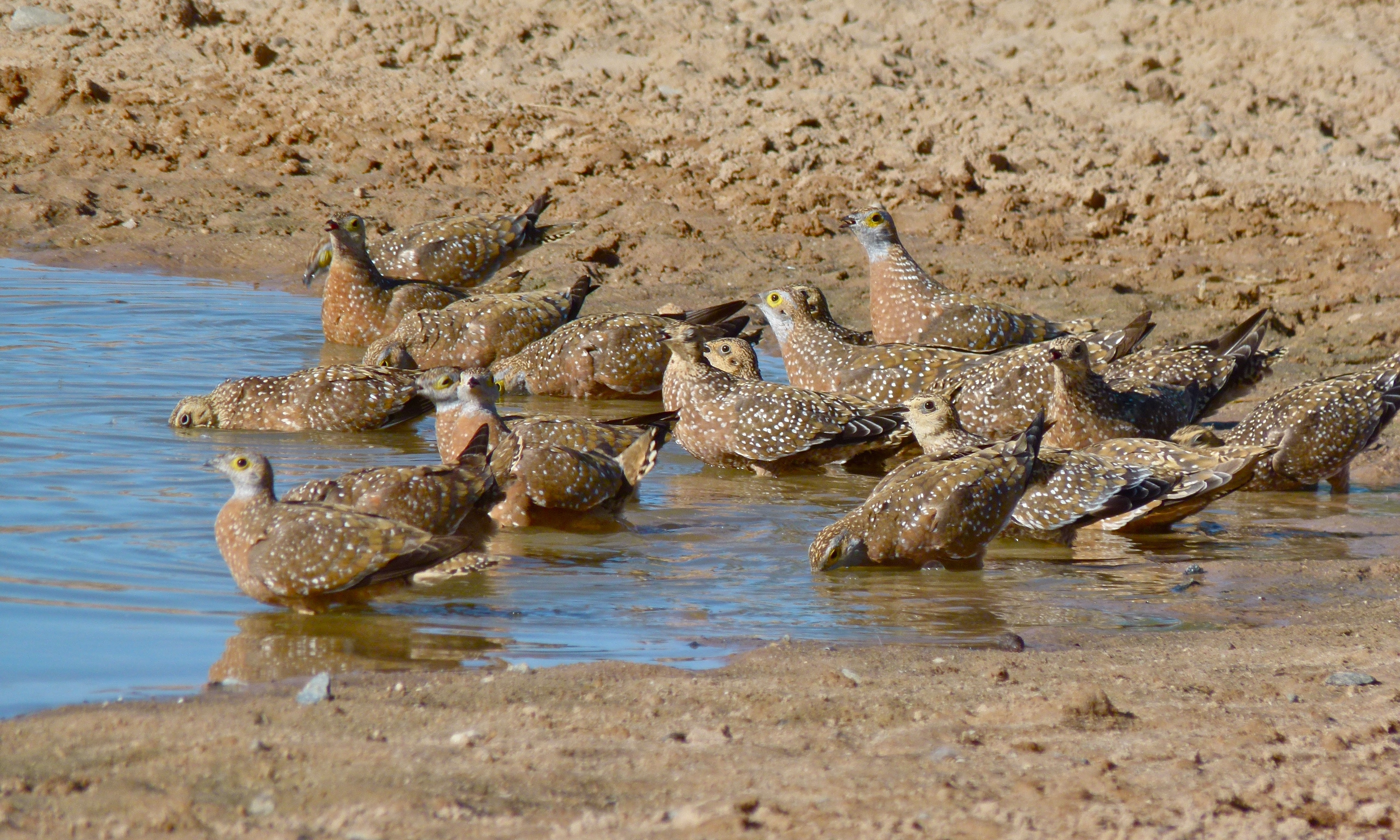

## Status och hot
Arten har ett stort utbredningsområde och en stor population med stabil utveckling och tros inte vara utsatt för något substantiellt hot. Utifrån dessa kriterier kategoriserar internationella naturvårdsunionen IUCN arten som livskraftig (LC). Världspopulationen har inte uppskattats men den beskrivs som vida spridd och vanlig i Botswana, lokalt vanlig i Transvaal i Sydafrika, vanlig i östra Namibia, mycket vanlig i Gemsbok National Park samt ovanlig i Angola.

## Namn
Fågelns vetenskapliga artnamn hedrar William John Burchell (1781-1863), brittisk naturforskare och samlare verksam i Sydafrika 1811–1815.